# Ева и Франко Мэттес
Ева и Франко Маттес (оба родились в Италии в 1976 году) – объединение художников из Нью-Йорка, работают вместе с 1994 года. Известны под псевдонимом 0100101110101101.org, они считаются одними из пионеров сетевого искусства, прославились своими провокационными работами, привлёкшими внимание средств массовой информации. Главной темой для творчества служат этические и политические проблемы, возникающие в информационном пространстве. В работе часто создают фейковых персонажей и ситуации. 

## Деятельность

### Сетевое искусство
В 1998 году художники выкупили доменное имя vaticano.org и выдавали себя за представителей официального сайта католической церкви.  Эксперимент не остановился на этом, и некоторое время объединение выдавало себя за пионеров сетевого искусства Jodi.org.
Эта деятельность родилась из их желания создавать интерактивные работы (по мнению Евы и Франко, другие представители сетевого искусства только позиционируют свои работы интерактивными).  В одном из интервью они говорят, что посетители веб-сайтов с так называемым сетевым искусством лишь выбирают один из возможных маршрутов.  Они утверждают, что это не настоящая интерактивность, и сравнивают ее с пространством галереи. Их определение интерактивности связано со свободой, при помощи которой пользователь должен не только управлять своими собственными движениями, но и дублировать, манипулировать и моделировать предмет искусства. В 2010 создана работа 2010 года «No Fun»", представляющая из себя запись трансляции видеочата с ложным самоубийством, сам предмет искусства включает задокументированную реакцию посетителей веб-сайта.

### Darko Maver
Художники шокировали художественное сообщество созданием мифа о Дарко Мавере,  радикальном художнике-отшельнике, который достиг культового статуса и получил дань уважения на 48-й Венецианской биеннале, прежде чем художники признались в конструировании персонажа.  Вымысел состоял в том, что этот сербский художник создал пугающие и реалистичные модели жертв убийств и поместил их так, чтобы привлечь внимание средств массовой информации. Он разоблачал жестокость войны на Балканах. После разоблачения стало известно, что документальные фотографии его работ были фотографиями реальных злодеяний, найденных на rotten.com. Их послание миру было таково: пока художники создают шокирующие произведения искусства, мир, анестезированный СМИ, совершает настоящее насилие и игнорирует этот факт. В работе также видны четкие параллели между изобретением этого персонажа и выдумкой причин для начала войны.

### Работы на основе игрыSecond Life
Ева и Франко подготовили несколько работ с использованием видеоигры Second Life. Первым из них является серия под названием «Портреты», фотографии аватаров из игры, напечатанные на холсте. В интервью с Доменико Кваранта художники объяснили, что рассматривают аватары из игры как современные автопортреты. «Однако, в отличие от большинства портретов, они основаны не на том, каким вы являетесь, а на том, каким вы хотите быть. На самом деле наши работы - это не портреты, а «портреты автопортретов».  Франко Мэттес полагает, что современная культура вращается вокруг плагиата.  Художники также признаются, что их проект не является оригинальным, а любой, кто утверждает, что их работа является оригиналом, должен действительно начать сомневаться в своем психическом здоровье, потому что практически все в этом мире, а не только искусство, является воспроизведением или ремиксом того, что было выпущено ранее. Один из портретов этой серии был уничтожен молодым художником в Музее современного искусства Болоньи. По сообщениям, он был поклонником их работы, но не печатных изданий. Повреждённый портрет стал новой работой «Убийство Зои», еще одним размышлением художников об оригинальности и авторстве; портрет стал новым произведением искусства из-за его нового статуса документации вандализма в стенах музея.
Приглашая других игроков Second Life принять участие в игре или посмотреть, художники создали «Синтетические перформансы». Перед написанием сценариев своих перформансов в 2007 году они начали с «Реконструкции», серии воспроизведения известных перформансов: «Imponderabilia» Марины Абрамович, «Поющей скульптуры» Гилберта и Джорджа, «Tapp- und Tast-Kino» Вали Экспорт, «Seedbed» Вито Аккончи  и «Выстрела» Криса Бурдена.

### Riccardo Uncut
«Riccardo Uncut» — это почти полуторачасовое видео, состоящее из фотографий и видео человека по имени Риккардо. Риккардо был выбран художниками по объявлению в социальной сети, в которой Мэттес предложил 1000 долларов всем, кто хочет предоставить полный доступ к фотографиям и видео на своем телефоне с целью создания из них произведения искусства. В видео представлены 3000 фотографий, снятых в период с 2004 по 2017 годы. В проект вошли фотографии повседневности, например, работы, дома и еды, и более нетривиальные фотографии из путешествий, посещения художественных галерей и окружающей архитектуры. Проект позволяет зрителю погрузиться в архив, созданный из более чем 10-летних воспоминаний о жизни Риккардо, показывая множество аспектов жизни обычного человек. В то же время проект заявляет о том, что вещи, считающиеся наиболее личными, имеют тенденцию к становлению публичными.

## Выставки
Работы этого дуэта были представлены в следующих музеях, галереях и в рамках нижеперечисленных биеннале и фестивалей:
- Сиднейская биеннале (2016)
- Whitechapel Gallery (Лондон; 2016)
- Hammer Museum (Лос-Анджелес; 2016)
- Minneapolis Institute of Art (Миннеаполис; 2013)
- SITE Santa Fe (Санта-Фе; 2012)
- Сандэнс (Парк-Сити; 2012)
- Нью-Йоркский музей современного искусства (Нью-Йорк; 2009)
- Performa (Нью-Йорк; 2007, 2009)
- NAMOC (Пекин; 2008)
- Манифеста (Франкфурт; 2002)
- Венецианская биеннале (Венеция; 2001)